# Phera fowleri
Phera fowleri är en insektsart som först beskrevs av Melichar 1926.  Phera fowleri ingår i släktet Phera och familjen dvärgstritar. Inga underarter finns listade i Catalogue of Life.